# Museo del Gas (Sabadell)
El Museo del Gas se encontraba situado en la plaza del Gas, en el centro de Sabadell (Barcelona). Dependía de la Fundación Gas Natural Fenosa y ocupaba la antigua sede de Gas Natural de la localidad, obra de Juli Batllevell, que fue restaurada entre 2009 y 2011 para acoger el museo. Abrió sus puertas el 13 de diciembre de 2011, convirtiéndose en el primer museo del gas de toda España. El museo explicaba, mediante una colección de 2000 piezas, la historia de la compañía Gas Natural, así como las características del gas como fuente de energía, su pasado, presente y futuro. También cuenta con una sala habilitada para exposiciones temporales. Cerró sus puertas en octubre de 2018.

## Historia
Desde 1977 Gas Natural tenía una exposición permanente sobre la historia del gas y de su empresa en su sede de la avenida del Portal del Ángel de Barcelona. Desde 2004, tanto la exposición permanente como el Archivo Histórico dependían de la Fundación Gas Natural Fenosa, que también creó el Centro de Historia del Gas, como entidad de investigación y publicación sobre dicho campo. En 2006 trasladaron su sede al barrio de La Barceloneta y surgió la idea de hacer un museo más grande sobre la historia del gas. Se decidió ubicarlo en un edificio propiedad de la compañía en Sabadell. Ese mismo año se firmó un convenio con el Ayuntamiento de Sabadell.
La ciudad de Sabadell, con un fuerte pasado industrial vinculado al sector textil, también mantiene una larga relación con el gas. A finales del siglo XIX había en la ciudad diversas fábricas de gas, como la Fábrica de gas de Prats i Benessat (construida por Claudi Gil) o la Fábrica de gas de La Energía. Además, fue la segunda ciudad catalana, diez años después de Barcelona, que dispuso de alumbrado por gas, más concretamente desde 1852.
El museo abrió sus puertas el 13 de diciembre de 2011, a pesar de que no fue inaugurado hasta el 11 de enero del año siguiente, con la presencia de Artur Mas, presidente de la Generalidad de Cataluña. En 2018 después de un cambio de la estrategia empresarial y la reconversión de Gas Natural Fenosa en Naturgy, así como la llegada de Francisco Reynés a la presidencia de la empresa, el museo cerró sus puertas. 
Edificio

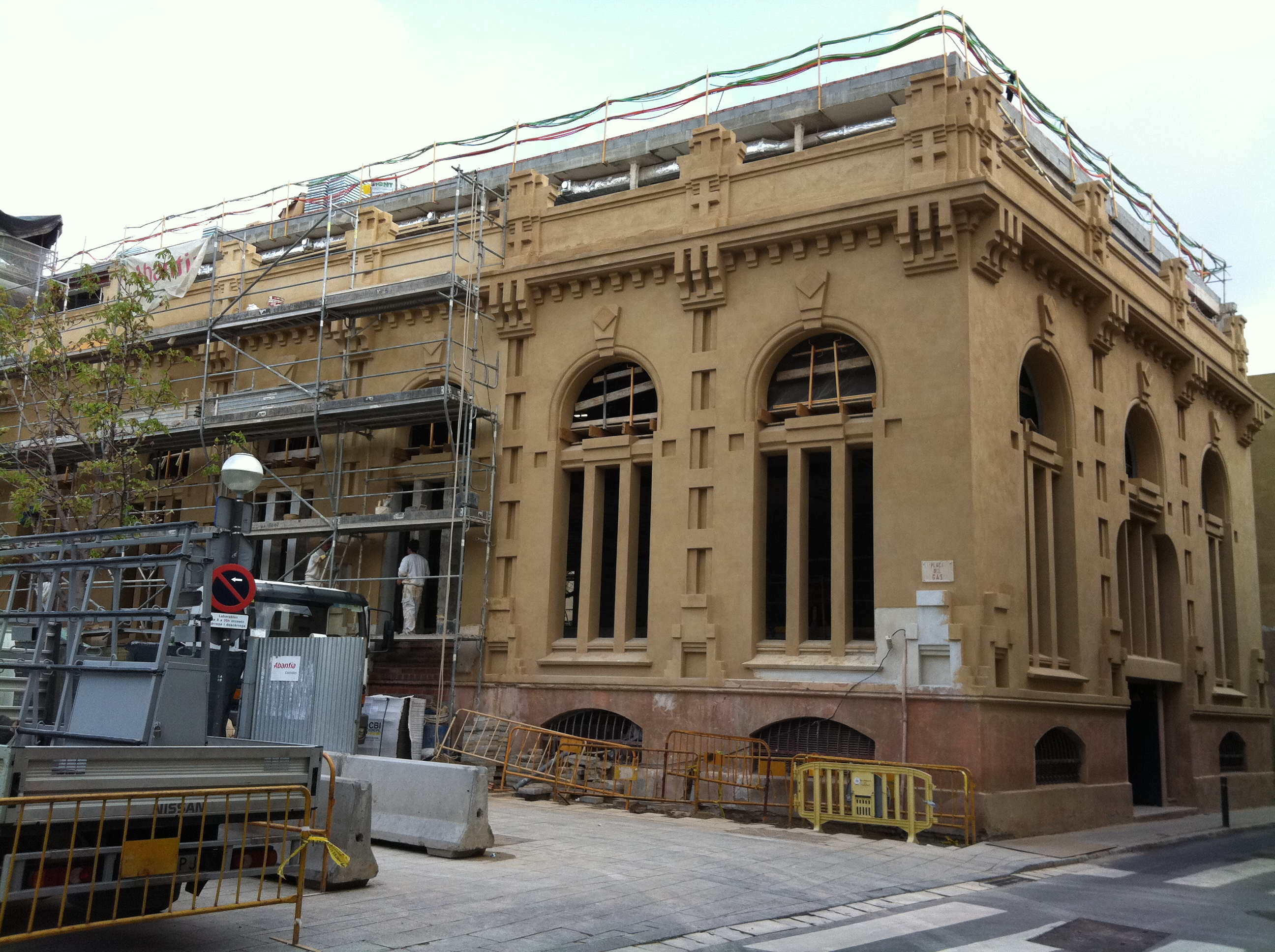
Obras de rehabilitación en el antiguo edificio de la fábrica de gas durante abril de 2011.

El Museo del Gas ocupa un conjunto de dos edificios adyacentes que se encuentran en la plaza del Gas de Sabadell, entre las calles de San Pedro y Abogado Cirera. El edificio más antiguo, en la esquina con la calle de San Pedro, es una construcción de 1899 de Juli Batllevell, discípulo de Gaudí y uno de los referentes locales de la arquitectura modernista. Se edificó como fábrica de la empresa La Energía, en la plaza del Duque de la Victoria (en referencia a Espartero), actual plaza del Gas. La fábrica producía electricidad a partir de motores de gas. Años después La Energía se fusionó con Gas de Sabadell, la cual fue posteriormente absorbida por Catalana de Gas y Electricidad. En 1941 la fábrica cerró, pasando Sabadell a ser abastecido desde Barcelona. Forma parte del catálogo del Plan Especial de Protección del Patrimonio de Sabadell. Es por este y otros motivos que se optó por no derribar el edificio y realizar un proyecto de ampliación respetuoso con la estructura preexistente, que incluyó el derribo de un añadido del edificio antiguo, construido en 1980, que daba a la calle Advocat Cirera, y la construcción en su lugar de un edificio adosado, reflejando «la mezcla de lo que es nuevo y de lo que es antiguo, del pasado y del futuro». La antigua fábrica de gas proporciona dos terceras partes de la superficie disponible, en tanto que el edificio nuevo da el tercio restante.
El proyecto fue adjudicado a la propuesta del arquitecto Dani Freixes, del estudio Varis Arquitectes (Freixes había obtenido el Premio Nacional de Diseño en 2001 por el Museo de la Pesca de Palamós y el Premio Nacional de Arquitectura y Espacio Público de la Generalidad de Cataluña por el Museo de les Mines de Gavá en 2007). Durante 2009 se iniciaron las obras de remodelación. Una de las primeras actuaciones fue el derribo del edificio de 1980 y la ejecución de las prescriptivas prospecciones arqueológicas.
El edificio es sostenible energéticamente. No dispone de instalación de agua caliente y cuenta con placas fotovoltaicas en la azotea, donde también incorpora un pavimento bajo el cual pasa el agua, para facilitar el aislamiento térmico. También tiene un sistema que permite reaprovechar el agua de lluvia. La nueva fachada se realizó con vidrio reciclado. El presupuesto del proyecto ascendió a ocho millones de euros. Con respecto a la colección, se habilitó a la Nave Sallarès Deu del barrio de Gràcia de Barcelona mientras se habilitaba el edificio sabadellense.

## Servicios
Además de las salas de exposición, el museo también dispone de un salón de actos, talleres, aulas de formación y una biblioteca histórica, fuente de referencia en el sector.

## Archivo Histórico de la Fundación Gas Natural Fenosa

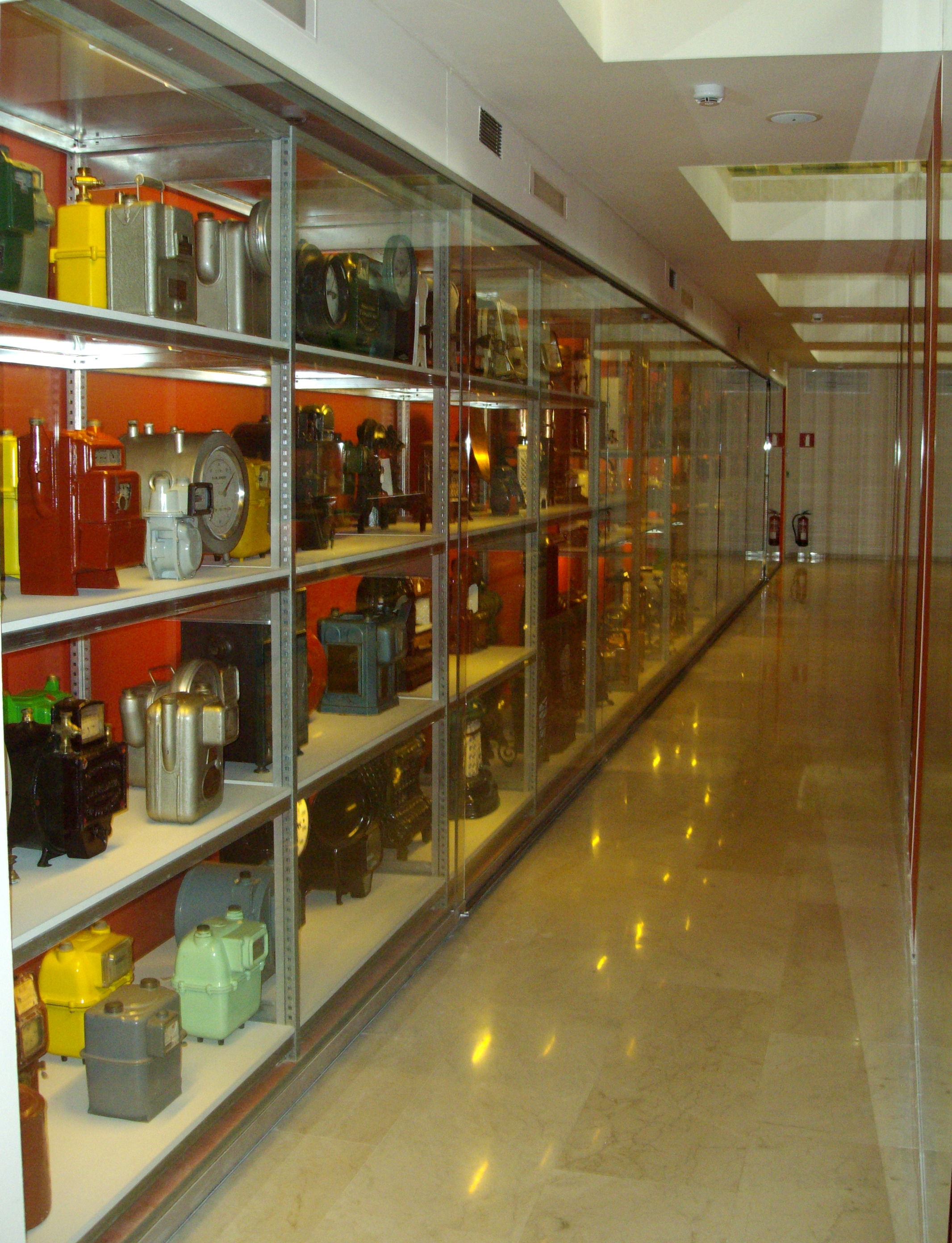
Colección Catalana de Gas, ubicada al lado del Archivo Histórico.

En el sótano se ubica el archivo histórico de la Fundación Gas Natural Fenosa, creado en 1987 con documentación desde medios del siglo XIX y que contiene documentos de todas las empresas adquiridas por la entidad:
- Sociedad Catalana para el Alumbrado por Gas (1841 - 1912).
- Sociedad Catalana para el Alumbrado por Gas, de Ferrol (1879 – 1891).
- Central Catalana de Electricidad - Catalana de Gas y Electricidad, S.A. (1912 – 1986).
- Gas Lebón (1864 - 1923).
- La Energía, S.A. (1913 - 1983).
- Carbones Asturianos (1923 - 1970).
- La Propagadora del Gas (1915 - 1998).
- Eléctrica del Cinca (1877 - 1911).
- Sociedad Catalana para el Alumbrado por Gas / Catalana de Gas y Electricidad, S.A., de Sevilla (1871 – 1981).
- Cooperativa de Fluido Eléctrico (1920 – 1942).
- Compañía de Fluido Eléctrico, S.A. (1942 – 1965).
- Hidroeléctrica de Cataluña, S.A. (1946 – 1976).
- Gas Natural, S.A. (1966 – 1976).
- Catalana de Gas, S.A. (1987 – 1992).
- Gas Madrid (1921 - 1992).
- Gas Natural SDG, S.A. (desde 1992).
- Unión Eléctrica Madrileña
- Fuerzas Eléctricas del Noroeste (FENOSA)

El fondo documental ocupa más de 3000 metros de estantes.